# Maoristolus
Maoristolus is een geslacht van wantsen uit de familie van de Aenictopecheidae. Het geslacht werd voor het eerst wetenschappelijk beschreven door Woodward in 1956.

## Soorten
Het genus bevat de volgende soorten:

- Maoristolus parvulus Woodward, 1956[4]
- Maoristolus tonnoiri Bergroth, 1927